# Samnitas
Os samnitas eram um povo indo-europeu seminômade que habitava o centro da península Itálica por 1 000 a.C., aproximadamente; seu território se chamava Sâmnio. Estavam divididos em quatro tribos principais: os pentros com capital em Boviano; os caracenos concentrados no vale do Sagro; os caudinos, com capital em Cáudio; e os hirpinos com capital em Benevento. Também foram um dos povos fundadores de Roma e seriam derrotados pelos romanos nas Guerras Samnitas (328-304 e 298-290 a.C.), assim sendo dominados e entrando em declínio.

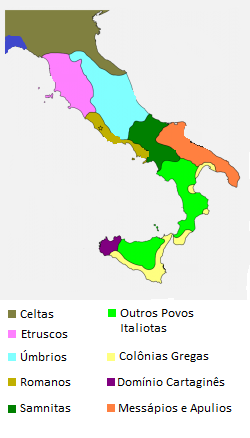
Localização dos Samnitas em verde-escuro.

Os samnitas provavelmente se originaram como uma ramificação dos sabinos. Os samnitas formada uma confederação, que consiste de quatro tribos: o hirpinos, audinos, caracenos e pentros. Eles se aliaram a Roma contra os gauleses em 354 a.C., mas depois se tornaram inimigos dos romanos e logo se envolveram em uma série de três guerras (343–341, 327 a 304 e 298-290 a.C.) contra estes. Apesar de uma vitória esmagadora sobre os romanos na Batalha das Forcas Caudinas (321 a.C.), os samnitas foram eventualmente subjugados. Embora gravemente enfraquecidos, os samnitas mais tarde ajudaram Pirro e alguns foram para o lado de Aníbal em suas guerras (280–275 e 218-201 a.C.) contra Roma. Eles também lutaram desde 91 a.C. na Guerra Social e mais tarde na Guerra Civil (82 a.C.) como aliados de Cneu Papírio Carbão contra Lúcio Cornélio Sula, que os derrotou e a seu líder Pôncio Telesino na Batalha da Porta Colina (82 a.C.). Eles foram eventualmente assimilados pelos romanos e deixaram de existir como povos distintos. 

## Etimologia
A população de Sâmnio foi chamada de Samnitas pelos romanos. Seus próprios endônimos eram Safinim para o país (atestado em uma inscrição e uma legenda de moeda) e Safineis para o povo.
Etimologicamente, o nome Sâmnio é geralmente reconhecido como uma forma do nome dos sabinos, que eram da Úmbria. De Safinim, Sabino, Sabelo e Sâmnis, uma raiz indoeuropeia pode ser extraída, * sabh -, que se torna Sab- em latim-falisco e Saf- em osco-úmbrio: Sabini e *Safineis. O deus homônimo dos Sabinos, Sabo, parece apoiar essa visão. Os termos gregos saunitas e saunitis permanecem fora do grupo. Nada se sabe sobre sua origem.
Em algum ponto da pré-história, uma população que falava uma língua comum se estendeu por Sâmnio e Úmbria. Salmon conjectura que era o itálico comum e adianta uma data de 600 a.C., após a qual a língua comum começou a se separar em dialetos. Esta data não corresponde necessariamente a qualquer evidência histórica ou arqueológica; desenvolver uma visão sintética da etnologia da Itália proto-histórica é uma tarefa incompleta e contínua.

## História
O primeiro registro escrito do povo é um tratado com os romanos de 354 a.C., que definiu sua fronteira no rio Liris. Pouco depois, as Guerras Samnitas estouraram; eles ganharam uma importante batalha contra o exército romano em 321 a.C., e seu império atingiu o auge em 316 a.C., após novos ganhos dos romanos. Por volta de 290 a.C., os romanos foram capazes de quebrar o poder dos samnitas depois de algumas batalhas duras. Os samnitas foram um dos povos italianos que se aliaram ao rei Pirro do Epiro durante a Guerra de Pirro. Depois que Pirro partiu para a Sicília, os romanos invadiram Sâmnio e foram esmagados na Batalha das colinas de Cranita, mas após a derrota de Pirro, os samnitas não puderam resistir por conta própria e se renderam a Roma. Alguns deles se juntaram e ajudaram Aníbal durante a Segunda Guerra Púnica, mas a maioria permaneceu leal a Roma. Os samnitas e vários outros povos itálicos se rebelaram contra Roma e iniciaram a Guerra Social, depois que os romanos se recusaram a conceder-lhes a cidadania romana. A guerra durou quase quatro anos e resultou na vitória romana. No entanto, os samnitas e outras tribos itálicas receberam a cidadania romana para evitar outra guerra. Os Samnitas apoiaram os Populares na guerra civil contra Lucius Cornelius Sulla, mas infelizmente para eles, Sila acabou vencendo a guerra e foi declarado o ditador de Roma. Sila ordenou que todos os que o atacassem fossem punidos. Milhares de pessoas em Roma e em toda a Itália foram brutalmente caçadas e mortas. Os samnitas, que eram alguns dos mais proeminentes apoiadores dos Populares, foram punidos tão severamente que foi registrado que "algumas de suas cidades agora se transformaram em vilarejos, algumas na verdade totalmente desertas". Os samnitas não desempenharam nenhum papel proeminente na história depois disso, e eventualmente se tornaram latinizados e assimilados no mundo romano.